# Suržik
Il  suržik (in russo) o suržyk (in ucraino; in entrambi scritto: суржик, che alla lettera significa farina o pane fatto di cereali misti, ad esempio segale e frumento) è una lingua mista, pidgin o dialetto usato da una larga parte della popolazione ucraina. È un misto di ucraino e russo in cui il vocabolario russo è combinato con la grammatica e la pronuncia ucraine.
Il lessico varia molto con il luogo, il livello di istruzione, le esperienze personali, la residenza cittadina o rurale e il luogo d'origine. L'influenza del lessico e della fonetica russa cresce verso est e verso sud, e attorno alle grandi città dove si parla russo, come a Kiev, Donec'k, Charkiv, Luhans'k e specialmente in Crimea, dove la maggioranza della popolazione usa il russo standard. Un suržik con meno influenze russe si parla nelle zone rurali lontane dai centri urbani dell'Ucraina occidentale.
Non è semplice stabilire il grado di mescolamento delle due lingue a causa dell'origine comune e della divaricazione, più accelerata negli ultimi tempi, delle due lingue.
Il Suržik è spesso usato per ottenere un effetto comico nelle arti: vedi ad esempio i testi di Les' Poderv"jans'kyj (attore ed autore satirico) e il repertorio della pop-star Vjerka Serdjučka. Il gruppo punk-rock Braty Hadjukiny canta molte delle sue canzoni in Suržik per sottolineare la semplicità contadina dei suoi personaggi.
Ci sono altri casi di linguaggi misti con l'ucraino nel mondo: il Trasianka, ucraino misto al bielorusso, e l'ucraino canadese, un dialetto parlato dagli ucraini della diaspora in Canada basato sul dialetto galiziano del XIX e XX secolo poiché molti migranti verso il Canada provenivano da Galizia e Bucovina.

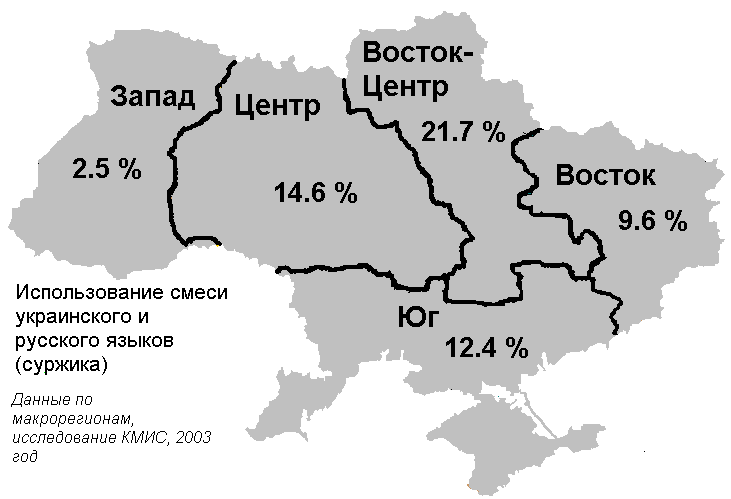
Diffusione del suržik nelle regioni dell'Ucraina. Dati del Kyiv International Institute of Sociology del 2003.

## Il suržik come questione etno-politica
Ciascun ucraino oggi parla uno dei molti dialetti regionali dell'ucraino. Il russo, lingua malvista dalla popolazione dell'ovest del Paese, esercita maggiore influenza nel sud e nell'est dell'Ucraina. I dialetti locali dell'Ucraina dell'ovest contengono elementi della lingua polacca.
Durante il periodo sovietico, l'uso dell'ucraino declinò specialmente a seguito della politica di russificazione che fu più intensa fra gli anni '30 e i primi anni '80; per questo, al di là dei dialetti, un buon numero di ucraini ha una conoscenza del russo formale migliore di quella dell'ucraino formale.
Dopo l'indipendenza, avvenuta nel 1991, l'ucraino è per costituzione la lingua ufficiale dell'Ucraina, negli uffici pubblici come nelle scuole.